# Jalebi
La jalebi, jilebi, imaratee, jilawii (ed a volte jalibi) è un dolce tipico della Persia, del Medio Oriente (in particolare in Egitto dove viene comunemente chiamata "meshabbak") e delle zone del Subcontinente indiano come l'India, il Pakistan, lo Sri Lanka, il Nepal ed il Bangladesh. Sono fatti di pastella fritta in forma di pretzel o a forma circolare, che vengono poi inzuppati nello sciroppo.
Questi dolci vengono serviti caldi o freddi. Hanno una consistenza interna leggermente gommosa ed una superficie esterna più dura per via dello zucchero cristallizzato che fa da rivestimento esterno. Allo sciroppo spesso sono aggiunti o sostituiti altri prodotti come il succo di limone, l'acqua di rose o altri aromi come il kewra.
Un dolce simile è l'imarti, che è di colore arancione-rosso e di sapore più dolce e viene realizzato negli stati dell'India settentrionale, inclusi Uttar Pradesh, Rajasthan e Madhya Pradesh. La chhena jalebi è invece una variante fatta con il chhena, popolare in alcune zone come Rajasthan, Bengal e Orissa, benché la sua forma può essere molto diversa da luogo a luogo.
In India la jalebi viene servito come dolce delle feste, specialmente durante le festività come il Giorno dell'indipendenza e la Festa della Repubblica, durante le quali vengono serviti in uffici governativi, strutture di difesa e altre organizzazioni. La jalebi è tra i dolci più popolari anche in Pakistan dove, in alcune regione, è usato come rimedio per il mal di testa, servito dopo averlo fatto riposare nel latte bollente.